# Cantone di Trélon
Il Cantone di Trélon era una divisione amministrativa dell'arrondissement di Avesnes-sur-Helpe.
È stato soppresso a seguito della riforma complessiva dei cantoni del 2014, che è entrata in vigore con le elezioni dipartimentali del 2015.
Comprendeva i comuni di:
- Anor
- Baives
- Eppe-Sauvage
- Féron
- Fourmies
- Glageon
- Moustier-en-Fagne
- Ohain
- Trélon
- Wallers-en-Fagne
- Wignehies
- Willies